# Down Street (London Underground)

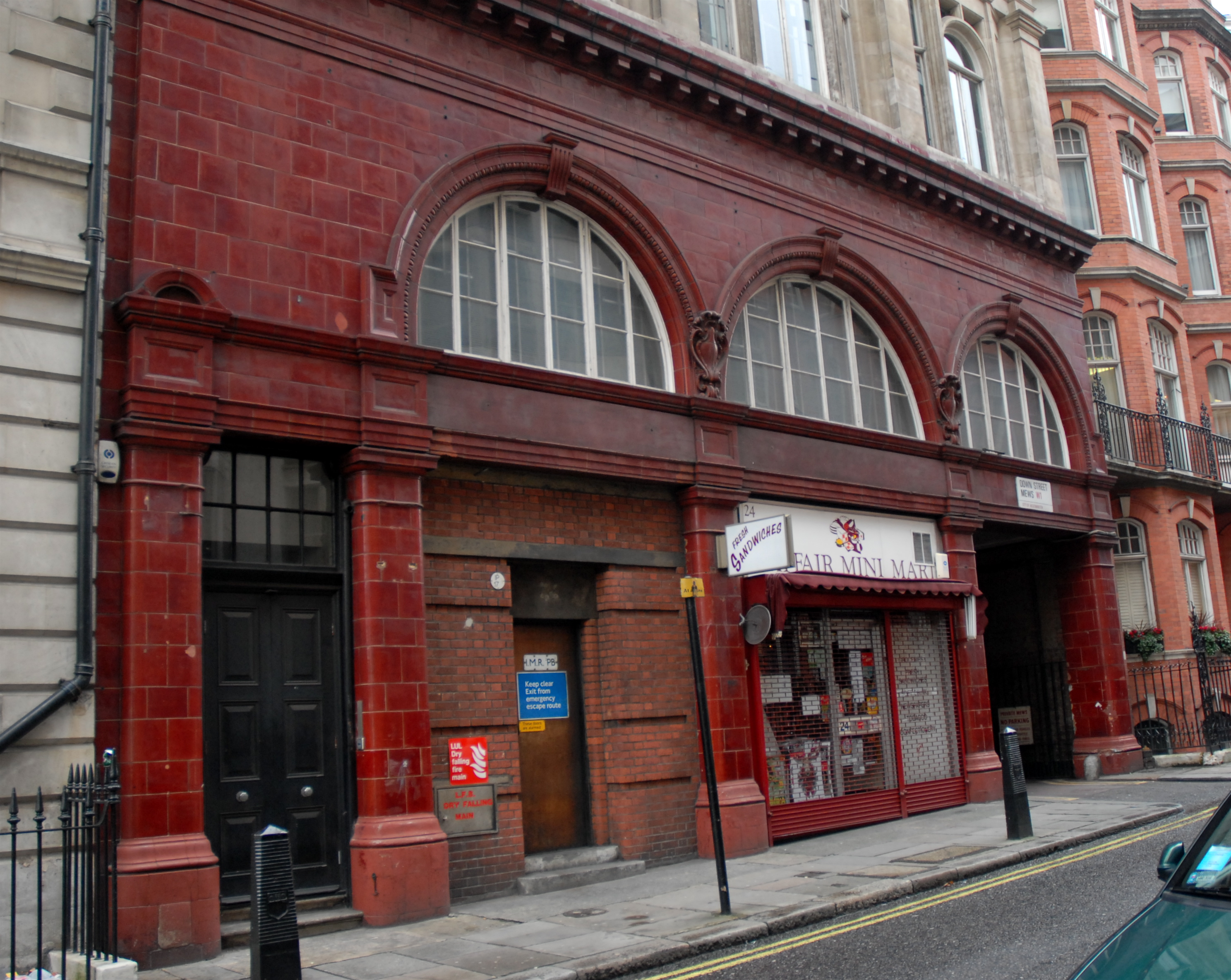
Stationsgebäude

Down Street ist eine geschlossene Station der London Underground. Sie liegt an der Piccadilly Line zwischen den Stationen Hyde Park Corner und Dover Street (heute Green Park). Sie wurde 1907 eröffnet und war bis 1932 in Betrieb.

## Geschichte

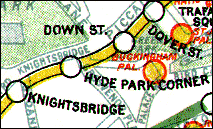
Lage der Station (Dover Street heißt heute Green Park)

Übersichtsplan

Die Station wurde am 15. März 1907 eröffnet, drei Monate nach Inbetriebnahme des ersten Streckenabschnitts der Great Northern, Piccadilly and Brompton Railway (Vorgängergesellschaft der Piccadilly Line). Den Zugang zu den Bahnsteigen stellten zwei Aufzüge sicher. Der Eingang lag in einer kleinen Seitenstraße des Piccadilly. Aus zwei Gründen war die Nutzung der Station nie besonders stark: Erstens lagen die Stationen Hyde Park Corner und Dover Street in vergleichsweise geringer Entfernung. Zweitens ist die unmittelbare Umgebung, der Stadtteil Mayfair, eine wohlhabende Wohngegend, und für die dortigen Einwohner war die U-Bahn kein adäquates Transportmittel.
Down Street wurde schließlich am 21. Mai 1932 nach der Renovierung der Station Dover Street geschlossen. Bei diesen Arbeiten erhielt Dover Street Rolltreppen, die den Eingang näher an die Station Down Street rückten. Zudem existierte nach den Renovationsarbeiten kein Eingang mehr in der Dover Street, und die Station wurde in Green Park umbenannt. Unmittelbar nach der Schließung riss man die westlichen Enden der Bahnsteige ab, um Platz für ein neues Abstellgleis zu schaffen.
Bis zu Beginn des Zweiten Weltkriegs blieb die Station weiter unverändert und ungenutzt, bis dann ein zentrumsnaher Luftschutzbunker für das Emergency Railway Committee (zuständig für die Organisation der Eisenbahnaktivitäten während des Krieges) notwendig erschien. Eine geschlossene U-Bahn-Station war dabei erste Wahl. Mitte 1939 mauerte man die Bahnsteige zum Tunnel hin zu und führte einige Erschließungsarbeiten in den weiteren Tunnelbauwerken der Station durch. Um gegen Gasangriffe geschützt zu sein, erhielt der Fahrstuhlschacht einen Betondeckel, und es wurden Gasschleusen mit Filtersystemen errichtet. Zu Beginn des Krieges, vor der Fertigstellung eines eigenen Schutzraumes, nutzten auch Winston Churchill und sein Kriegskabinett die hier entstandenen Räumlichkeiten.
Es gab drei Zugangsmöglichkeiten:
- In beiden Richtungen hielt man kurze Bahnsteige offen, an denen ein Zug halten konnte und wo Passagiere den Zug über die Führerstandtür betreten oder verlassen konnten. Zusätzlich waren Signale angebracht, mit denen ein Zug zum Halten gebracht werden konnte. Diese Bahnsteige sind, seit der Bunker obsolet wurde, nicht mehr vorhanden.
- Eine Wendeltreppe, in deren Mitte ein kleiner Aufzug fuhr, stellte den Oberflächenzugang sicher. Am Eingang stand immer eine bewaffnete Wache.
- Falls beide Wege nicht nutzbar waren, konnte man immer noch zu Fuß von den Stationen Green Park bzw. Hyde Park Corner die Station erreichen.

Wegen der Geheimhaltung des Ortes nutzte man in der Regel nur die erste Möglichkeit. Die Nutzung der Station war ebenfalls geheim. Die offizielle Adresse war an einer völlig anderen Stelle in London. Interessanterweise erschien die Station Down Street nie auf einer von Harry Beck entworfenen U-Bahn-Netzübersicht, obwohl deren erste Probeausgabe bereits 1931 erschienen war. Dies wird als Zeichen dafür gewertet, dass die Schließung bereits länger geplant war.

## Heutige Nutzung
Heute ist der Großteil der Kriegsausrüstung entfernt worden. Lediglich Reste der Kommunikationsleitungen und verfallende Sanitäreinrichtungen zeugen von der ehemaligen Nutzung. Der Aufzugsantrieb wurde nach 1975 entfernt, seine (inzwischen versiegelten) Zugangstüren und Bedienelemente sind hingegen noch immer vorhanden. Die Station wird nur noch als Notausstieg vorgehalten, weswegen in den 1970er Jahren die Wendeltreppe aus Sicherheitsgründen erneuert wurde. Das Zugangsbauwerk an der Oberfläche ist wegen der typischen Backstein-Architektur der Stationen der Piccadilly Line dieser Ära noch immer als vom Architekten Leslie Green entworfen zu erkennen. Es wird aber, abgesehen vom Notausstieg, lediglich von einem Zeitungskiosk genutzt.